# Anachipteria major
Anachipteria major är en kvalsterart som beskrevs av Mihelcic 1957. Anachipteria major ingår i släktet Anachipteria och familjen Achipteriidae. Inga underarter finns listade i Catalogue of Life.